# 39-я бригада (фильм)
«39-я бригада» (венг.: A 39-es dandár) — венгерский исторический фильм 1959 года режиссёра Кароя Макка по мотивам рассказов Фридеша Карикаша.

## Сюжет
В конце апреля 1919 года Венгерская советская республика вела борьбу на два фронта с внешним врагом и внутренними контрреволюционерами. Фронт на Востоке рухнул, и Королевская румынская армия, подавив Бендерское восстание, продвинулась к Будапешту. В это время в 39-ю бригаду Венгерской Красной армии прибывает офицер по политическим вопросам Фридеш Карикаш на помощь бывшему командиру взвода, теперь ставшему командиром бригады, Яношу Корбею. Состав бригады не однороден, кроме коммунистов здесь и анархистские настроения. Уступая в численности, войска Советской республики были окружены, и падение казалось неизбежным, но 39-я бригада держалась до конца, и, не сложив оружие, солдаты и офицеры уходят в подполье, веря, что победа будет за ними.

## В ролях
- Йожеф Бихари — Янош Корбей
- Дьюла Бенкё — Фридеш Карикаш
- Бела Барши — Иштван Папп
- Шандор Деак — управляющий
- Лайош Гардай — сосед по имению
- Маньи Кишш — госпожа Корбель
- Шандор Кёмивеш — Янош Варга
- Ференц Ладани — Тибор Сараи-Сабо
- Адам Сиртеш — Йожеф Надь
- и другие

## Критика
Макк пытается визуально передать стиль писателя, смешивая жанровые элементы военного фильма с мотивами фильмов на крестьянскую тематику, и таким образом, несомненно, привносит особый колорит в череду фильмов о Советской республике.
Оригинальный текст (венг.)Makk a háborús film műfaji elemeit a paraszti tematikájú filmek motívumaival elegyítve igyekszik az író stílusát vizuálisan megidézni, s ezzel kétségtelenül sajátos színt visz a Tanácsköztársaságról szóló filmek sorába.
— венгерский кинокритик Ласло Надь